# هنکانژ
هنکانژ (به فرانسوی: Hinckange) یک کمون در فرانسه است که در Canton of Boulay-Moselle واقع شده‌است.

## خصوصیات
هنکانژ ۶٫۰۷ کیلومترمربع مساحت و ۲۸۶ نفر جمعیت دارد و ۲۲۰ متر بالاتر از سطح دریا واقع شده‌است.